# Winongan Kidul
Winongan Kidul is een bestuurslaag in het regentschap Pasuruan van de provincie Oost-Java, Indonesië. Winongan Kidul telt 1788 inwoners (volkstelling 2010).